# Maynard (Arkansas)
Maynard es un pueblo ubicado en el condado de Randolph en el estado estadounidense de Arkansas. En el Censo de 2010 tenía una población de 426 habitantes y una densidad poblacional de 147,38 personas por km².

## Geografía
Maynard se encuentra ubicado en las coordenadas 36°25′20″N 90°54′9″O / 36.42222, -90.90250. Según la Oficina del Censo de los Estados Unidos, Maynard tiene una superficie total de 2.89 km², de la cual 2.89 km² corresponden a tierra firme y (0%) 0 km² es agua.

## Demografía
Según el censo de 2010, había 426 personas residiendo en Maynard. La densidad de población era de 147,38 hab./km². De los 426 habitantes, Maynard estaba compuesto por el 97.65% blancos, el 0% eran afroamericanos, el 0.7% eran amerindios, el 0% eran asiáticos, el 0% eran isleños del Pacífico, el 0.23% eran de otras razas y el 1.41% pertenecían a dos o más razas. Del total de la población el 0.7% eran hispanos o latinos de cualquier raza.